# Tess von Piekartz
Tess von Piekartz (Ootmarsum, 24 juli 1992) is een voormalig Nederlands volleybalspeelster. Von Piekartz kwam in Nederland uit voor Set-Up'65, VV Pollux en Team Eurosped. In het buitenland speelde ze voor de Duitse clubs USC Münster, Rote Raben Vilsbiburg en het Zwitserse Sm'Aesch Pfeffingen. In 2019 stopte Von Piekartz met volleyballen.

## Carrière
Von Piekartz begon haar volleybalcarrière bij Set-Up'65 in haar geboorteplaats Ootmarsum. In 2010 ging ze voor eredivisionist VV Pollux uit Oldenzaal spelen. Met deze club wist ze op de tweede plaats te eindigen. Van 2011 tot 2015 kwam Von Piekartz uit voor USC Münster in de Bundesliga. Daarna vertrok ze naar competitiegenoot Rote Raben Vilsbiburg. Deze club verliet ze na een jaar alweer voor Sm'Aesch Pfeffingen in Zwitserland. Met deze club eindigde ze driemaal op de tweede plaats in 2017, 2018 en 2019. Hierna besloot Von Piekartz een punt achter haar carrière te zetten. Eind 2018 kwam ze hier kort op terug nadat de vaste spelverdeelster van Sm'Aesch Pfeffingen met blessureleed kampte.
Tess von Piekartz kwam daarnaast 40 keer uit voor de Nederlandse volleybalploeg.

## Awards
Clubverband
- 2011 - Nederlandse runner-up
- 2017 - Zwitserse runner-up
- 2018 - Zwitserse runner-up
- 2019 - Zwitserse runner-up

## Privé
Tess von Piekartz heeft een relatie met voormalig profwielrenner Marcel Kittel. In 2019 kreeg het stel een zoon en in 2021 een dochter.